# Drużynowe Mistrzostwa Polski na Żużlu 1980
Drużynowe Mistrzostwa Polski na Żużlu 1980 – 33. edycja drużynowych mistrzostw Polski, organizowanych przez Polski Związek Motorowy (PZM). W sezonie 1980 po rozszerzeniu ligi, do rozgrywek pierwszej ligi przystąpiło dziesięć zespołów, natomiast w drugiej lidze walczyło osiem drużyn.
Zwycięzca najwyższej klasy rozgrywkowej (I Ligi) zostaje Drużynowym Mistrzem Polski na Żużlu w sezonie 1980. Obrońcą tytułu z poprzedniego sezonu jest Unia Leszno, która triumfowała także w tym sezonie.

## Pierwsza Liga
| Poz. | Klub                  | Pkt. | Z  | R | P  | +/−  |
| ---- | --------------------- | ---- | -- | - | -- | ---- |
| 1    | Unia Leszno           | 32   | 16 | 0 | 2  | +405 |
| 2    | ROW Rybnik            | 24   | 12 | 0 | 6  | +148 |
| 3    | Start Gniezno         | 22   | 11 | 0 | 7  | +199 |
| 4    | Stal Gorzów           | 20   | 10 | 0 | 8  | +139 |
| 5    | Polonia Bydgoszcz     | 18   | 9  | 0 | 9  | +51  |
| 6    | Apator Toruń          | 18   | 9  | 0 | 9  | –6   |
| 7    | Falubaz Zielona Góra  | 16   | 8  | 0 | 10 | –13  |
| 8    | Włókniarz Częstochowa | 14   | 7  | 0 | 11 | –226 |
| 9    | Wybrzeże Gdańsk       | 10   | 5  | 0 | 13 | –349 |
| 10   | Sparta Wrocław        | 6    | 3  | 0 | 15 | –348 |

## Druga Liga
| Poz. | Klub                 | Pkt. | Z  | R | P  | +/−  |
| ---- | -------------------- | ---- | -- | - | -- | ---- |
| 1    | Kolejarz Opole       | 22   | 11 | 0 | 3  | +423 |
| 2    | Stal Rzeszów         | 22   | 11 | 0 | 3  | +272 |
| 3    | Śląsk Świętochłowice | 16   | 8  | 0 | 6  | +23  |
| 4    | Motor Lublin         | 15   | 7  | 1 | 6  | –13  |
| 5    | GKM Grudziądz        | 14   | 7  | 0 | 7  | –54  |
| 6    | Unia Tarnów          | 12   | 6  | 0 | 8  | –164 |
| 7    | Gwardia Łódź         | 9    | 4  | 1 | 9  | –104 |
| 8    | Ostrovia Ostrów      | 2    | 1  | 0 | 13 | –383 |

## Baraże
| Wybrzeże Gdańsk 9. miejsce w I Lidze | 112:94 | Stal Rzeszów 2. miejsce w II Lidze |
| ------------------------------------ | ------ | ---------------------------------- |
| Rzeszów                              | 29:79  | Gdańsk                             |
| Gdańsk                               | 33:65  | Rzeszów                            |